# Anell Lambda Orionis
L'anell molecular Lambda Orionis és una nebulosa que envolta l'estel Meissa, en el cap de la constel·lació d'Orió. Aquesta nebulosa conté nombrosos cúmuls estel·lars joves, com Collinder 69, amb el qual Meissa està associada; també conté estels en formació. L'anell, a més, és notable per la seva formació estel·lar.

## Origen
Hom creu que aquesta nebulosa va ser creada per l'estel Meissa, però el problema amb aquest model és que Meissa és un estel jove, molt calent i massiu, però també ho, creu que és el romanent de la formació de Meissa. Meissa es va formar fora dels núvols moleculars que els astrònoms han trobat a Orió. De fet, les molècules fora de l'anell probablement són les restes del núvol de la qual Meissa es va formar. L'energia que va abocar Meissa cap a l'espai va ser suficient per trencar i dispersar el núvol molecular del les va formar l'estel.